# 6600 Кверті
6600 Кверті (6600 Qwerty) — астероїд головного поясу, відкритий 17 серпня 1988 року.
Тіссеранів параметр щодо Юпітера — 3,594.